# Petrit Ago
Petrit Ago là cựu Tổng cục trưởng Hải quan Albania và cựu giám đốc cơ quan thuế Tirana. Ông từng tuyên bố sẽ bám sát cam kết của Bộ Tài chính trong công tác chống buôn lậu, tham nhũng tại cơ quan hải quan. Ông cũng từng là cố vấn của cựu Tổng thống Albania, Rexhep Meidani. Ông hiện là một doanh nhân. Năm 2015, ông là chủ tịch của Impuls sh.p.k

## Người thân
Petrit Ago là cha của diễn viên điện ảnh và người mẫu người Mỹ gốc Albania Erbi Ago.